# ایهور ایلکیو
ایهور ایلکیو (اوکراینی: Ігор Богданович Ільків؛ زادهٔ ۱۵ مارس ۱۹۸۵) بازیکن فوتبال اهل اوکراین است.
از باشگاه‌هایی که در آن بازی کرده‌است می‌توان به باشگاه فوتبال اسپارتاک ایوانو-فرانکیفسک و باشگاه فوتبال اوبولون-برووار کیف اشاره کرد.